# طوطی رودریگز
طوطی رودریگز (انگلیسی: Rodrigues parrot) گونه ای منقرض شده از طوطی است که در تیره طوطیان سبز قرار دارد. طوطی رودریگز بوم‌زاد جزیره رودریگز متعلق به مجمع الجزایر ماسکارین است. این گونه در سال ۱۸۶۷ میلادی توصیف علمی شد.